# Rhynchosia genistoides
Rhynchosia genistoides är en ärtväxtart som beskrevs av Burtt Davy. Rhynchosia genistoides ingår i släktet Rhynchosia och familjen ärtväxter. Inga underarter finns listade i Catalogue of Life.